# Nous ne l'avons pas assez aimée
Pour plus de détails, voir Fiche technique et Distribution.
Nous ne l'avons pas assez aimée est un téléfilm français de Patrick Antoine diffusé en 1980, où Claude Jade incarne une femme schizophrène. C'est le huitième épisode de la deuxième saison de la série télévisée Caméra une première diffusée sur TF1.

## Synopsis
L'histoire d'une femme, que son entourage ne saura pas sortir de sa solitude. Gisèle ne parvient pas à surmonter son désespoir.
Gisèle, une jeune femme à la sensibilité trop exacerbée est soignée à l'hôpital pour une dépression. Gisèle se sent murée, frustrée de tous ceux et de tout ce qu'elle aime. Elle ne s'est jamais consolée de la disparition de son père lorsqu'elle avait seize ans. Après maintes démarches auprès du professeur Laroche qui la soigne, Françoise, sa cousine, réussit à faire sortir la jeune femme de l'hôpital. Elle essaie de la réinsérer dans la vie. Gisèle trouve du travail mais son frère Georges et sa belle-sœur Mathilde n'ont pas le temps de l'écouter, ni de satisfaire son besoin d'affection. Sa rencontre avec Bernard ne réussit pas plus la sauver. Et voici que Gisèle doit retourner à l'hôpital pour se faire soigner, cette fois-ici d'une pneumonie...

## Fiche technique
- Titre : Nous ne l'avons pas assez aimée
- Réalisation : Patrick Antoine
- Scénario : Françoise Verny d'après le roman de Luce Amy
- Téléfilm français
- Format : 1,33:1 (couleurs)
- Durée : 60 minutes
- Genre : Film dramatique
- Date de diffusion : 18 novembre 1980

## Distribution
- Claude Jade : Gisèle
- Eva Darlan : Françoise
- Gilles Segal : Bernard
- Philippe Khorsand : Robert
- Michel Fortin : Georges
- Rosine Cadoret : Mathilde
- Michel Bardinet : le professeur Laroche